# Гуннар Ларссон (лижник)
Гуннар Ларсон  (швед. Gunnar Larsson, 1 липня 1944) — шведський лижник, олімпійський медаліст.

## Виступи на Олімпіадах
| Олімпіада     | Дисципліна         | Місце |
| ------------- | ------------------ | ----- |
| Гренобль 1968 | 15 км              | 3     |
| Гренобль 1968 | 30 км              | 8     |
| Гренобль 1968 | 50 км              | 6     |
| Гренобль 1968 | естафета 4 × 10 км | 2     |
| Саппоро 1972  | 15 км              | 8     |
| Саппоро 1972  | 30 км              | 4     |
| Саппоро 1972  | 50 ка              | 20    |
| Саппоро 1972  | естафета 4 × 10 км | 4     |

## Зовнішні посилання
- Досьє на sport.references.com [Архівовано 25 серпня 2009 у Wayback Machine.]